# Теренций Варрон (квестор)
Теренций Варрон (лат. Terentius Varro; погиб в 154 году до н. э.) — римский политический деятель из плебейского рода Теренциев, квестор 154 года до н. э. Его преномен неизвестен, Варрон упоминается в сохранившихся источниках только в связи с квестурой. Он служил в Испании и погиб в сражении с лузитанами. Антиковеды полагают, что этот римлянин был родным или двоюродным братом Авла Теренция Варрона, легата в 146 году до н. э. В этом случае его отцом мог быть Авл Теренций Варрон, претор 184 года до н. э.